# Orchamoplatus porosus
Orchamoplatus porosus es un hemíptero de la familia Aleyrodidae, con una subfamilia: Aleyrodinae.
Fue descrita científicamente por primera vez por Dumbleton en 1956.